# 吉井香奈恵
吉井 香奈恵（よしい かなえ、1993年〈平成5年〉4月8日 - ） は、日本の歌手・生放送配信者（ライバー）。女性アイドルグループ・9nineの元メンバーである。大阪府出身。愛称は「かんちゃん」。

## 略歴

### 9nine加入前
- 2003年、「FLASH STAR」というオリジナルダンスチームで、OCAT DANCE CHAMPIONSHIP 決勝進出。
- 2009年5月、「ORC200 第13回ヴォーカルクイーンコンテスト」グランプリを受賞。
- 2010年6月、「閃光ライオット」3次ライブ審査大阪大会に出場[2][3]。

### 9nine時代（2010年 - ）
- 2010年7月27 - 29日、9nineメンバー選抜合宿に参加。
- 2010年9月9日、選抜合宿の最終選考に合格し、9nineに加入。
- 2010年10月9日、「9nineのオールナイトニッポンR」がスタート、ラジオ初出演。
- 2010年10月11日、MX-TV『Go!Go!9nine』がスタート、TV初出演。
- 2010年11月6日、「STAR DRIVER 輝きのタクト」綺羅星十字団・秋の総会＠品川ステラボールにて「Cross Over」初パフォーマンス。
- 2010年11月23日、『AgeStock2010 in 横浜アリーナ』スペシャルライブに出演。
- 2010年12月1日、村田寛奈と共に9nine新加入メンバーとしてファンの前で9nine名義のイベントに初出演。今年を漢字一文字で表すと?と聞かれ「叶」と書き、「今この瞬間、歌手になるという私の夢が叶えられた」と語った。
- 2012年10月、ミュージカル『マクロス ザ・ミュージカルチャー』で、ヒロインのさくら・クロフォード役を演じる[4]。
- 2013年3月13日、所属する9nineのアルバム「CUE」にてソロ曲「Sparkling Days」を歌いアルバム内ソロデビューを果たす。
- 2018年1月、『林愛夏の音楽準備室2』がスタート。レギュラーとしてヴォーカルパートナーを担当。
- 2018年9月、『ベストボディ・ジャパン2018横浜大会』ガールズクラスに出場し、ファイナリストに選出[5]。

### 9nine卒業後（2019年 - ）
- 2019年
  - 5月20日、9nineを脱退し、芸能界から引退することを発表[6][7]。
  - 10月1日、Instagramにて、ワンマンライブ「Rêve(フランス語で夢)」開催を発表。チケットは即完売(10月9日)。
  - 11月4日、『Rêve(リーヴ)～Kanae Yoshii Premium First Soro Live～』がBLUES ALLEY JAPANにて開催。歌手活動を再開させる。ゲスト出演 沢井美空、YUSA。blue but whiteが「lonely fireworks feat.吉井香奈恵」をリリース。
  - 11月6日、Instagramにて、M∞カード「Subway / Dear Friend」リリースを発表。
  - 12月1日、ライブ配信17 Liveをはじめる。ライバー名は かんちゃん🌼🎤kanae。
  - 12月18日、ソロfirst音源「Subway / Dear Friend」(エムカード)をリリース。この日YUSAのワンマンライブにゲスト出演する。
  - 12月21日、リリースイベント・ミニLIVEがHMVエソラ池袋にて開催される。
  - 12月22日、『Subway / Dear Friend リリース記念ライブパーティ～クリスマス～』が五反田SoyLatte STUDIOにて3部開催される。 2020年4月22日阿倍野ROCKTOWNにてのバースデーワンマン開催を発表される。
  - 12月24日、muevo commuity オンラインサロンを始める。
  - 12月29日、南青山RED SHOESにて『GIRLS ON FIRE vol.6～忘年会』ライブ参加。大門弥生、YUSA共演。
- 2020年
  - 1月1日、blue but white「lonely fireworks feat.吉井香奈恵」のMVがyoutubeにて公開される。ソロ活動と並行してblue but whiteに加入参加が発表される。
  - 1月12日、3月20日ワンマンライブ『ACOUSTTIC LIVE 2020～Rêve』、blue but whiteワンマンライブ『blue but white live 2020』ラドンナ原宿にて開催を発表。
  - 4月22日、自身のYouTubeチャンネル『KANCHANNEL』（かんちゃんねる）を開設[1]。
  - 9月30日、大阪・阿倍野ROCKTOWNにて『吉井香奈恵 BIRTHDAY ONE MAN LIVE in 大阪～Lv.27～』を開催。当初は自身の誕生日から2週間後の4月22日に開催される予定だったが、新型コロナウイルス感染症流行に伴う緊急事態宣言により、5か月遅れての開催となった[8]。なお、延期日は9nineの同僚である西脇彩華の28回目の誕生日であった。
- 2021年
  - 7月22日、初のソロ・アルバム『My Treasure』をリリース。発売当日にはラドンナ原宿にて『吉井香奈恵 SUMMER LIVE PARTY』が開催された。
- 2023年
  - 3月、結婚を発表[9]。
- 2024年
  - 4月、第一子妊娠を発表[9]。

## 人物
ダンスを始めたのは3歳のときで、歌を始めたのは中学生からである。
9nineのアルバム「CUE」におけるアルバム内ソロデビュー曲「Sparkling Days」は、歌詞は7つほどの中から選び、家族、恋人、友達など、それぞれの大切な人を想える曲になるように選んだ。ハモりもコーラスもすべて本人が行なっている。歌うときの心構えは、歌詞の意味を理解して伝え、楽しみ、伝える気持ちを持って歌うことである。また、ギターを弾くことができ、弾き語りで、オリジナル楽曲も披露している。
元NMB48の山本彩はリトルキャット（芸能スクール）時代の同窓生である。 2013年、音楽番組『MUSIC JAPAN』（NHK）の収録現場において二人は久しぶりの再会を果たしている。
性格は甘えん坊でさびしがり屋、デレデレキャラ、変顔が上手いこと、チャームポイントは目力が強い部分こと。
趣味･特技は、散歩、星占いチェック、ギター、カラオケ、ものまね(ものまねレパートリーはハーマイオニー・グレンジャー（ハリーポッター）、ピカチュウ（ポケットモンスター）)。
- 習い事:英会話[18]
- 好きなスポーツ:スキー、サッカー[12]
- 好きな映画:ハイスクールミュージカル[19]
- 好きな言葉:「努力の分だけ花が咲く」[20]
- 好きな食べ物:いもけんぴ[21]、生姜紅茶[22]、ケーキ（タルト系、ベリー系）[23]、お寿司[24]、パン、お好み焼き、串かつ[25]
- 好きな色:ブラウン[12]、ピンク[26]
- 将来の夢:ソロデビュー[27]、9nineを大きくする、ミュージカル出演、モデル出演、一人暮らし、英会話、海外に行くこと、結婚[28]
- 大事なもの:家族、メンバー、iPhone、蜂蜜のあめちゃん[29]
- 一番嬉しかったこと:9nineオーディションに合格し、歌手デビューの夢が叶ったこと[27]
- 行ってみたい地域:ハワイ（アメリカ合衆国）[24]、タヒチ（フランス領ポリネシア）[27]
- 好きなタイプ:夢を持っていて、何かに打ち込んでいる人[23]、優しくて男らしい人[24]、ガタイがいい人[27]、ちゃんと自分を持っていて、その人らしく輝いている人[28]
- 告白シチュエーション:放課後の教室で二人きりの時に告白[30]
- 休日の過ごし方:メンバー、友達とランチ、買い物[10]
- 愛犬:名前はアロマ、ブラウン色のポメラニアン[31]
- ストレス発散法:買い物、スイーツを食べる[10]
- 9nineで一番好きな曲:「流星のくちづけ」[10]
- 好きな俳優:ザック・エフロン[10]
- 好きなファッションブランド:dazzlin、ParAvion[23]
- 愛用の部屋着:ジェラードピケのもこもこパーカー[28]
- 憧れの女性像:吉川ひなの、梨花[32]、長谷川潤[23]、エマ・ワトソン[26]
- 好きな買い物スポット:渋谷[12]、新宿、原宿、梅田、心斎橋[25]
- かんちゃん語:おはよう→ぐっどもー こんにちは→ぐったぬー こんばんは→ぐっいぶー お疲れ様→おつかんちゃん[33] おやすみ→ぐんないん[34]

### 9nine
9nineメンバーとしての夢は「みんなから憧れられるアーティストになる事」、9nineメンバーで夢の国に遊びに行くことである。
メンバーとやりたい事は、生バンドで歌う、5人でアカペラを歌うこと。
9nineとしての目標は、武道館公演を行うことをあげている。
メンバーの村田寛奈と2人で「チーム関西」を自称している。

## 作品

### シングル

#### エムカード(ダウンロード・カード)
- Subway / Dear Friend（2019年12月18日） 
  - サウンドプロデュース:Tokyo Music Lovers[36]、カードデザイン:YUSA[37]
  - Subway - YouTube Music
  - Dear Friend - YouTube Music

### アルバム
| #         | タイトル           | 作詞               | 作曲               | 編曲               | 楽曲配信開始日 （2021年） | 時間  |
| --------- | ------------------ | ------------------ | ------------------ | ------------------ | ------------------------- | ----- |
| 1.        | 「Aim」            | 吉井香奈恵         | Tokyo Music Lovers | Tokyo Music Lovers | 1月1日                    | 3:52  |
| 2.        | 「mono.」          | Tokyo Music Lovers | Tokyo Music Lovers | Tokyo Music Lovers | 2月1日                    | 3:03  |
| 3.        | 「Are You READY?」 | Tokyo Music Lovers | Tokyo Music Lovers | Tokyo Music Lovers | 3月1日                    | 3:00  |
| 4.        | 「Answer」         | Tokyo Music Lovers | Tokyo Music Lovers | Tokyo Music Lovers | 4月8日                    | 2:44  |
| 5.        | 「This Time」      | SCONE BEATS        | SCONE BEATS        | SCONE BEATS        | 5月31日                   | 3:57  |
| 合計時間: | 合計時間:          | 合計時間:          | 合計時間:          | 合計時間:          | 合計時間:                 | 16:36 |

## 出演

### ミュージカル
- マクロス ザ・ミュージカルチャー（2012年10月3日 - 8日、東京ドームシティーホール） - さくら・クロフォード 役[4]

### 舞台
- 劇団TEAM-ODAC第29回本公演『HOME〜いつか帰るよ、僕だけのHOME〜』（2018年5月9日 - 14日、紀伊国屋ホール）- 真夏 役
- 宮崎理奈プロデュース公演『不思議の国のカンタータ』（2019年2月13日 - 17日、CBGKシブゲキ!!）- エレーナ 役

### テレビ
- 好好!キョンシーガール〜東京電視台戦記〜（2012年10月12日 - 12月21日、テレビ東京） - 吉井香奈恵 役
- THE REFLECTION -ザ・リフレクション-（2017年7月22日 - 10月7日、NHK総合） - カナエ 役

### WEB
- カナデジ 〜吉井香奈恵とデジタルカメラ〜（2014年 - 、ASCII.jp）
- 林愛夏の音楽準備室2（2018年1月9日 - 、FRESH!）- ヴォーカルパートナー

### WEBラジオ
- 関西姉妹RADIO （2013年6月6日 - 2015年4月21日、 9nine OFFICIAL SITE|ファンクラブの9nine）

### ライヴ・イベント
- Rêve Kanae Yoshii Premium First Solo Live （2019年11月4日、BLUES ALLER JAPAN）